# جوليان بيلي
جوليان بيلي (بالإنجليزية: Julian Bailey)‏ مواليد 9 أكتوبر 1961 في لندن، إنجلترا، المملكة المتحدة، هو سائق فورملا 1 بريطاني سابق كان قد بدأ مسيرته الاحترافية سنة 1988. كان أول سباق له هو جائزة البرازيل الكبرى 1988. خاض خلال مسيرته 20 سباقاً، فاز في 1 منها.

## سباقات شارك فيها
- لو مان 24 ساعة
- بطولة العالم للسيارات الرياضية